# Frank Eddy

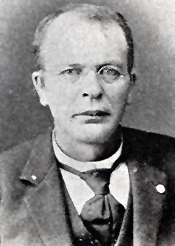
Frank Eddy (1996)

Frank Marion Eddy (* 1. April 1856 in Pleasant Grove, Olmsted County, Minnesota; † 13. Januar 1929 in Saint Paul, Minnesota) war ein US-amerikanischer Politiker. Zwischen 1895 und 1903 vertrat er den Bundesstaat Minnesota im US-Repräsentantenhaus.

## Werdegang
Im Jahr 1860 zog Frank Eddy mit seinen Eltern für drei Jahre nach Iowa. Danach ließ er sich im Olmsted County in Minnesota nieder. Im Jahr 1867 zog er nach Sauk Centre im Stearns County. An diesen Orten besuchte er die öffentlichen Schulen. Danach unterrichtete er selbst für einige Zeit als Lehrer, ehe er für die Northern Pacific Railroad zwischen 1881 und 1882 als Landerkunder tätig wurde. Nach einem Umzug nach Glenwood wurde Eddy zwischen 1884 und 1893 Gerichtsangestellter am Bezirksgericht im Pope County.
Politisch war Eddy Mitglied der Republikanischen Partei. Bei den Kongresswahlen des Jahres 1894 wurde er im siebten Wahlbezirk von Minnesota in das US-Repräsentantenhaus in Washington, D.C. gewählt, wo er am 4. März 1895 die Nachfolge von Haldor Boen antrat. Nach drei Wiederwahlen konnte er bis zum 3. März 1903 vier zusammenhängende Legislaturperioden im Kongress absolvieren. In diese Zeit fiel der Spanisch-Amerikanische Krieg von 1898. Zwischen 1901 und 1903 war Frank Eddy Vorsitzender des Bergbauausschusses.
Im Jahr 1902 lehnte Eddy eine weitere Kandidatur ab. Von 1901 bis 1907 war er Eigentümer und Herausgeber der Zeitung „Sauk Centre Herald“. Zwischen 1907 und 1915 war Eddy als Autor und Rezitator tätig. Im Jahr 1916 wurde er bei der Einwanderungsbehörde von Minnesota angestellt.  Danach zog er nach Saint Paul, wo er wieder journalistisch tätig wurde. Ab 1918 war Eddy bei der Staatsregierung von Minnesota in der Fahrbereitschaft des Secretary of State beschäftigt. Diesen Posten behielt er bis zu seinem Tod im Jahr 1929.